# Ryszard Pawełczyk
Ryszard Pawełczyk (ur. 1928, zm. 10 kwietnia 2017) – polski chemik, docent Instytutu Inżynierii Chemicznej Polskiej Akademii Nauk i doktor habilitowany.

## Życiorys
W 1990 roku habilitował się dzięki pracy zatytułowanej Barbotaż z mieszaniem mechanicznym w warunkach niezupełnej homogenizacji układu. Był docentem w Instytucie Inżynierii Chemicznej Polskiej Akademii Nauk, a także autorem kilku artykułów.

## Publikacje
- 1999: A Dynamic Method for Dispersing Gases in Liquids, Chemical Engineering and Processing 38, 1999, s. 13[1]
- 1997: Behaviour of the Liquid/Gaz Mixture in Reactor with the TPJ Gas Distributor, Recent Progress en Genie des Procedes, Mixing IX Multiphase Systems 52 vol. 11, Paris, 1997[1]
- 1996: Dyspersja gazu w cieczy w reaktorze z dystrybutorem gazu typu DSP, materiały VII Ogólnopolskiego Seminarium – Mieszanie, Koszalin, 1996, s. 4[1]
- 1996: Model statystyczny populacji pęcherzyków w reaktorze z dystrybutorem gazu typu DSP, materiały VII Sympozjum Naukowo-Technicznego „Inżynieria Reaktorów Chemicznych”, Ustroń, 1996, s. 4[1]
- 1995: Powierzchnia międzyfazowa układu ciecz-gaz przy rozpraszaniu strumienia gazu strumieniem cieczy, materiały konferencyjne XV Ogólnopolskiej Konferencji Naukowej Inżynierii Chemicznej i Procesowej, t. I, Gdańsk 1995, s. 4[1]
- 1994: An Alternative Method for the Dispersing of Gas in Liquids, Icheme Symposium Series no 136, Warwickshire, 1994[1]